# Europese kampioenschappen judo 1970

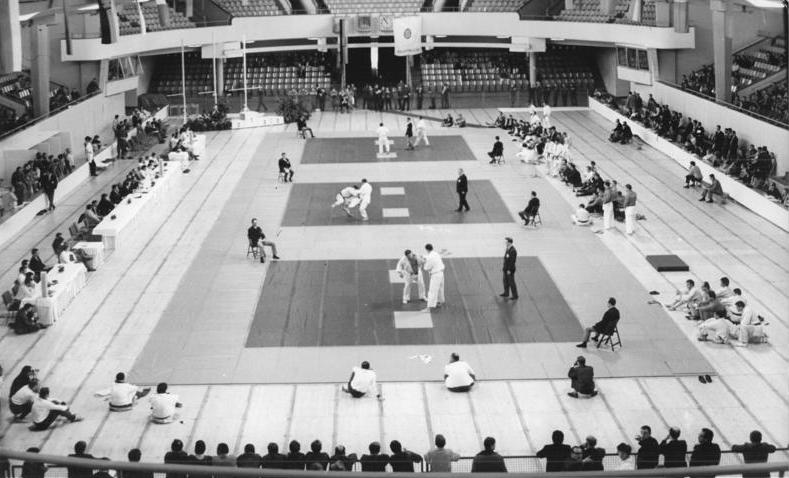
Europese kampioenschappen judo 1970 in de Werner-Seelenbinder-Halle, Oost-Berlijn.

De Europese kampioenschappen judo 1970 werden op 23 en 24 mei 1970 gehouden in Oost-Berlijn, Oost-Duitsland. 

## Resultaten
| Gewichtsklasse | Goud                 | Zilver          | Brons                               |
| -------------- | -------------------- | --------------- | ----------------------------------- |
| – 63 kg        | Jean-Jacques Mounier | Sergey Suslin   | Dieter Scholz Karl-Heinz Werner     |
| – 70 kg        | Rudolf Hendel        | Dietmar Hoetger | Engelbert Dörbandt Edward Mullen    |
| – 80 kg        | Brian Jacks          | Martin Poglajen | Horst Leupold Otto Smirat           |
| – 93 kg        | Vladimir Pokataev    | Uwe Stock       | Pierre Albertini Evgeny Solodukhin  |
| + 93 kg        | Klaus Glahn          | Willem Ruska    | Dirk Eveleens Heinz Schulze         |
| Open           | Klaus Hennig         | Willem Ruska    | Jean-Claude Brondani Serhei Novikov |

## Medailleklassement
| Plaats | Land                           | Goud | Zilver | Brons | Totaal |
| 1      | Duitse Democratische Republiek | 2    | 2      | 5     | 9      |
| 2      | Sovjet-Unie                    | 1    | 1      | 2     | 4      |
| 3      | Frankrijk                      | 1    | 0      | 2     | 3      |
| 4      | Verenigd Koninkrijk            | 1    | 0      | 1     | 2      |
| 4      | Bondsrepubliek Duitsland       | 1    | 0      | 1     | 2      |
| 6      | Nederland                      | 0    | 3      | 1     | 4      |
|        | Totaal                         | 6    | 6      | 12    | 24     |